# Hypsipetes philippinus
Hypsipetes philippinus là một loài chim trong họ Pycnonotidae.